# Географія Анголи
Ангола — центральноафриканська країна, що розташовується на південно-західному узбережжі континенту. Загальна площа країни 1 246 700 км² (24-тє місце у світі), а поверхні внутрішніх вод — 0 км². Омивається водами Атлантичного океану. Берегова лінія завдовжки 1600 км. Має Виключну економічну зону площею 518 433 км². Межує з ДР Конго, Республікою Конго, Намібією, Замбією . Клімат переважно екваторіальний мусонний, крім прибережних районів із тропічним пасатним . Територія Анголи вкрита переважно плоскогір'ями . Найвища точка — г. Моко (2620 м). Багата на корисні копалини: нафту, алмази, залізну руду, фосфати, мідь, польовий шпат, золото, боксити, уранові руди.  Найбільшим містом, а також культурним, промисловим і економічним центром, є столиця Анголи — Луанда.

## Назва
Офіційна назва — Республіка Ангола, Ангола (порт. Republica de Angola, Angola). Назва країни походить від спотвореної португальцями назви титулу правителів держави Ндонго, що існувала в XV-XVII століттях — нгола. Колишня назва Народна Республіка Ангола.

## Географічне положення
Ангола розташована в Центральній Африці. Загальна площа країни — 1 246 700 км², 24-тє місце у світі. Невелика частина північно-західної Анголи, провінція Кабінда, відокремлена від іншої частини територією ДР Конго. На заході омивається водами Атлантичного океану. Загальна довжина морського узбережжя 1600 км. Країна межує з чотирма іншими країнами: на півночі — з ДР Конго (спільний кордон — 2646 км, частково уздовж річок Конго і Кванго), і Республікою Конго (231 км), на півдні — з Намібією (1427 км), на сході — із Замбією (1065 км). Загальна довжина державного кордону — 5369 км.

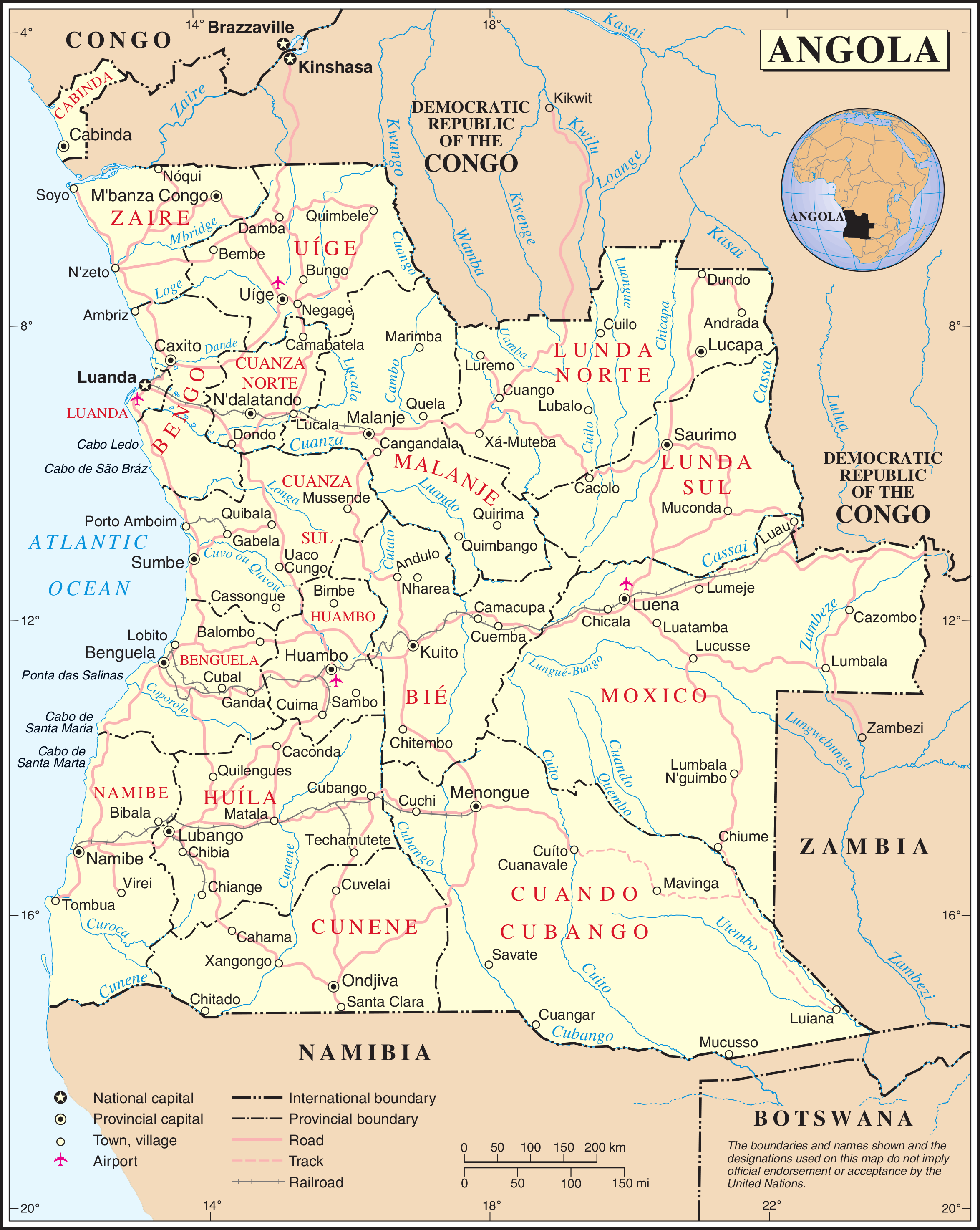
Карта Анголи від ООН
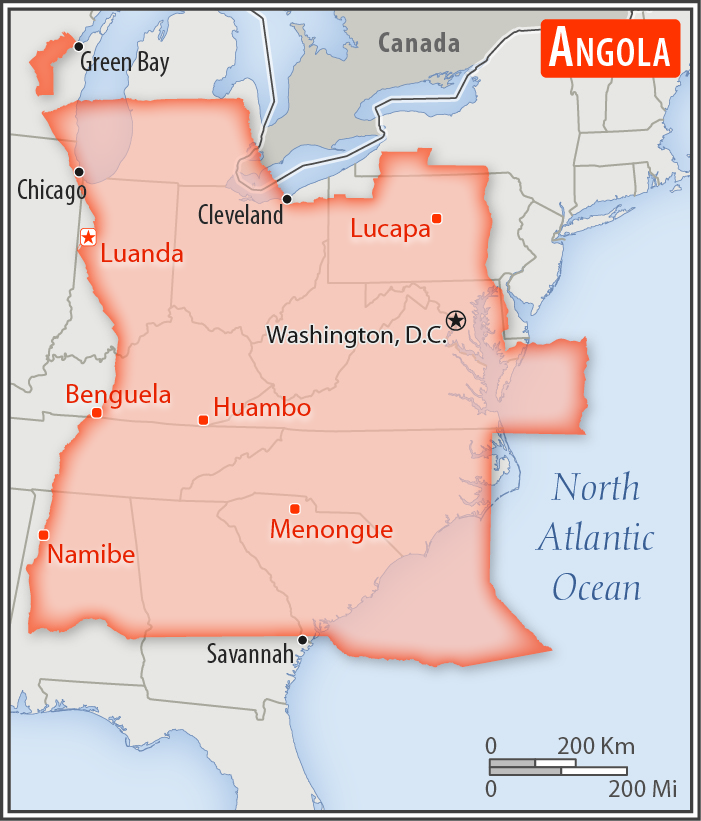
Порівняння розмірів території Анголи та США

Згідно з Конвенцією Організації Об'єднаних Націй з морського права (UNCLOS) 1982 року, протяжність територіальних вод країни встановлено у 12 морських миль (22,2 км). Прилегла зона простягається на 24 морські милі (44,4 км) від узбережжя та згідно статті 33 необхідна для запобігання порушень митних, фіскальних, імміграційних або санітарних законів. Виключна економічна зона встановлена на відстань 200 морських миль (370,4 км) від узбережжя та має загальну площу 518 433 км².

### Час
Час в Анголі є західноафриканський час — UTC+1 (від київського відстає на -1 годину, за літнім — на -2 години).

## Історія дослідження
Перші дослідження Анголи європейцями розпочалися в другій половині XV століття, під час пошуку португальцями морського шляху до Індії. Першим європейцем, що відкрив узбережжя Анголи став португальський мореплавець Діогу Кан, який під час своєї першої подорожі у 1482 році відкрив річку Конго і пройшов вздовж ангольського узбережжя на південь аж до мису Санта-Марія (13°30′ п.ш.), де він встановив падран, який можна побачити і сьогодні. Під час свого другого плавання в 1484—1486 роках Діогу Кан дослідив усе узбережжя Анголи аж до кордону з Намібією та знову піднімався вверх по річці Конго. Найсуттєвіше дослідження внутрішніх районів країни відбулося під час експедицій Девіда Лівінгстона 1852—1856 роках. Місіонер шукав шлях з Лін'янті до атлантичного узбережжя для організації торгівлі та боротьби з работоргівлею. Він разом з групою аборигенів макоколо на човнах проплив річкою Квандо до її злиття із Замбезі. Потім Лівінгстон продовжив плити проти її течії до витоків. Однак, через пороги та сезонні дощі група мандрівника лише в лютому 1854 року досягнула річки Шефумаге, лівої притоки Замбезі. Він також перетнув вододіл, за яким річки текли не в звичному південному напрямку, а у північному. Вони прямували на південний захід до міста Луанда через річки Касаї та її притоки, і Кванго. 31 травня 1854 року знесилений і хворий на малярію Лівінгстон дістався до назначеного пункту. Однак вже у вересні 1854 він продовжив подорож і повернувся до 11 березня 1855 року в Лін'янті.
У 1880-х роках Португальська національна комісія з дослідження Африки поставила за мету визнати статус Центрально-Південної Африки за проєктом рожевої мапи. Першу експедицію очолював Бріту Капеллу, у супроводі військово-морського офіцера Роберто Івенша та майора армії Серпа Пінту. За указом 11 травня 1877 року вони повинні дослідити річку Кванго та її зв'язок із річкою Заїр (нині — Конго) і португальськими територіями західного узбережжя, басейни річок Замбезі, Кунене, Кванзи й Кванго. Під час експедиції група розділилася. Серпа Пінту вирушив униз за течією річки Кубанго і досліджував верхню Замбезі. Через напад туземців й втрату команди повернувся до Преторії, не досягнувши свої мети дійти до східного узбережжя. Капеллу й Івенша продовжили запланований шлях уздовж басейнів річок Заїр і Замбезі. Вони дослідили землі від Біє до Яка. 1 березня 1880 року Бріту Капеллу й Роберто Івенса тріумфально повернулися до Лісабона. Подорож вони занотували в книзі «De Benguela às Terras de Iaca». 6 січня 1884 року вони вирушили вже в другу експедицією Африкою. Їх основною метою стала розвідка місцевості для створення торговельного шляху між Анголою й Мозамбіком. Вони вивчали атлантичне узбережжя, особливо плато Уїла. Мандрівники продовжили власні гідрографічні дослідження про закономірність течій річок та річкових систем. Крім того записували етнографічні й лінгвістичні спостереження. Експедиція тріумфально завершилась 20 вересня 1885 року. Свою працю опублікували у 2-х томах «De Angola Á Contra-Costa», де описали відкриття величезних території між Анголою та Мозамбіком.

## Геологія
Ангола розташована на заході Касаї-Ангольського щита Африканської платформи, складеного нижньодокембрійськими гранітоґнейсами, гнейсами і кристалічними сланцями, а також вулканогенно-осадовими товщами, прорваними великим масивом Кунене. Він перекритий верхньопротерозойськими карбонатно-теригенними відкладами потужністю до 10 км, з яким пов'язані залізні і марганцеві руди, поліметалічні родовища.
У центральній і східній частині країни розвинений малопотужний чохол. Він сформований з континентальних відкладень кам'яновугільного, пермського і мезокайнозойського періодів. Є джерелом для алмазоносних розсипів. З осадовими відкладами мезокайнозойського періоду в прибережних западинах пов'язані родовища нафти і газу, фосфоритів, кам'яної солі, гіпсу і сірки. Через центр країни на північний-схід пролягає серія регіональних розломів з мідним і рідкіснометалічним оруденінням, апатитами, алмазоносними кімберлітовими дайками та трубками мезозою.
Геологія західного узбережжя пов'язана з формування південної Атлантики, що розпочалося в ранньому крейдовому періоді й тривало до еоцена. Це відобразилося на місцевій викопній фауні. Алмазне родовище Катока зберегла залишки вимерлих динозаврів, ссавців, крокодиломорфів, вік яких приблизно 128 млн років.

### Корисні копалини
У надрах Анголи найбільше нафти, а за оцінками її записи лише удвічі менші від нігерійських. Переважно родовища зосереджені в прибережній зоні, де виявлено також запаси природного газу, та на шельфах Атлантики. На сході країни є родовища піщаника й піску, що багаті на алмазні розсипи. Крім цього Ангола багата на корисні копалини як залізну руду, фосфати, мідь, польовий шпат, золото, боксити, уранові руди.

## Рельєф
Найбільша частина території Анголи займає не рівномірне Ангольське плато, зазвичай заввишки від 1200 до 1800 м. У центральній частині країни сформований масив Біє. Середні висоти — 1112 м. Найнижча точка — рівень вод Атлантичного океану (0 м); найвища точка — гора Мока (2620 м).. На захід плато різко обривається до вузької (50—200 км) приморської низовини. На південь знижується до западини Конго, на схід — до річкової долини Замбезі, на південний захід — до западини Калахарі. Південніше від Кванзи розташоване плато Лунда із середньою заввишки 1000—1200 м. Разом з Мосамба утворюють нечіткий вододіл між річками Конго і Замбезі. А південніше знижується до 1000 м та поступово переходить на напівпустельну рівнину Калахарі. У провінції Кабінда переважають тропічні низовини й пагорби. Середня висота — 1112 м. Найнижча точка — рівень вод Атлантичного океану (0 м).

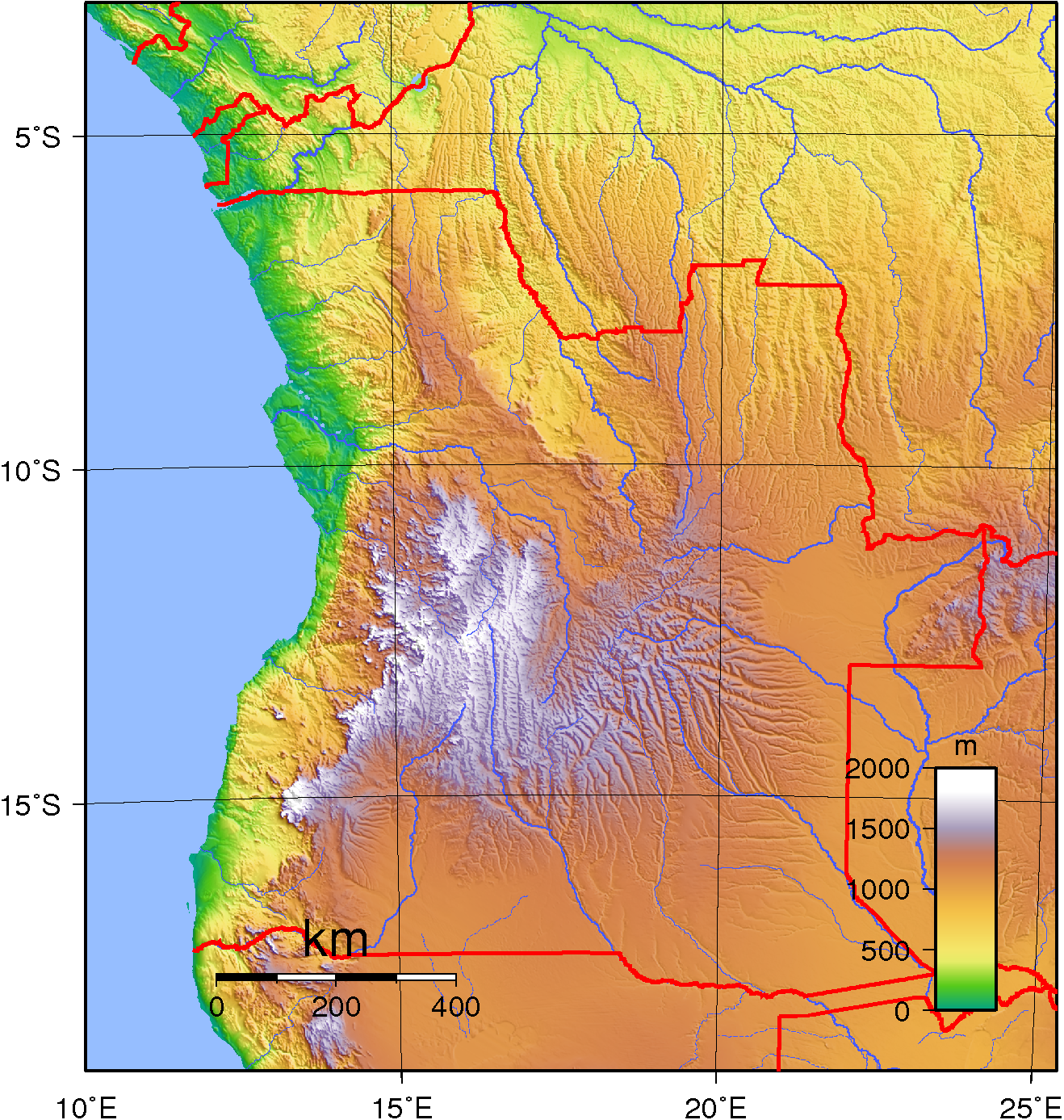
Рельєф Анголи
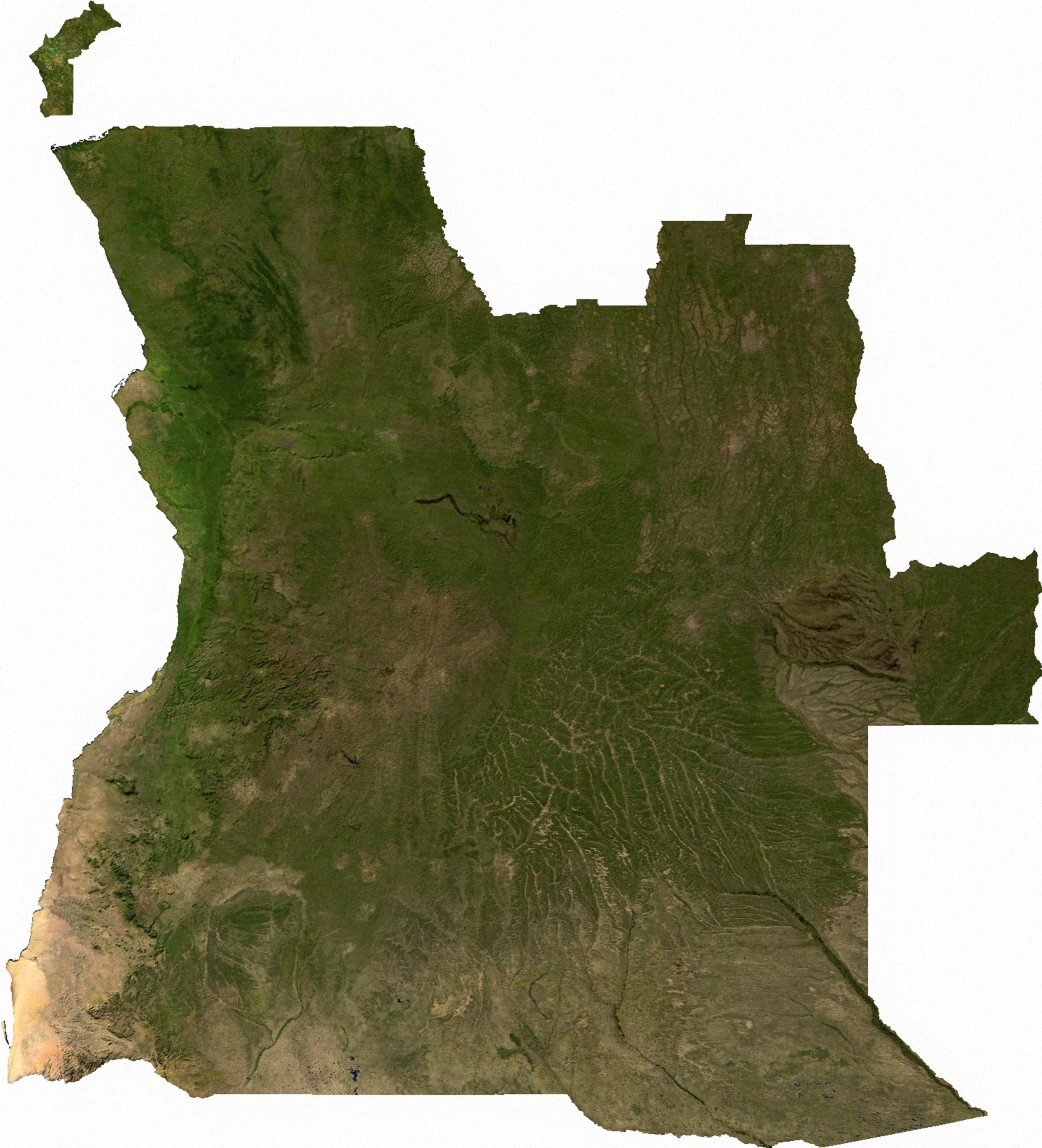
Супутниковий знімок поверхні країни
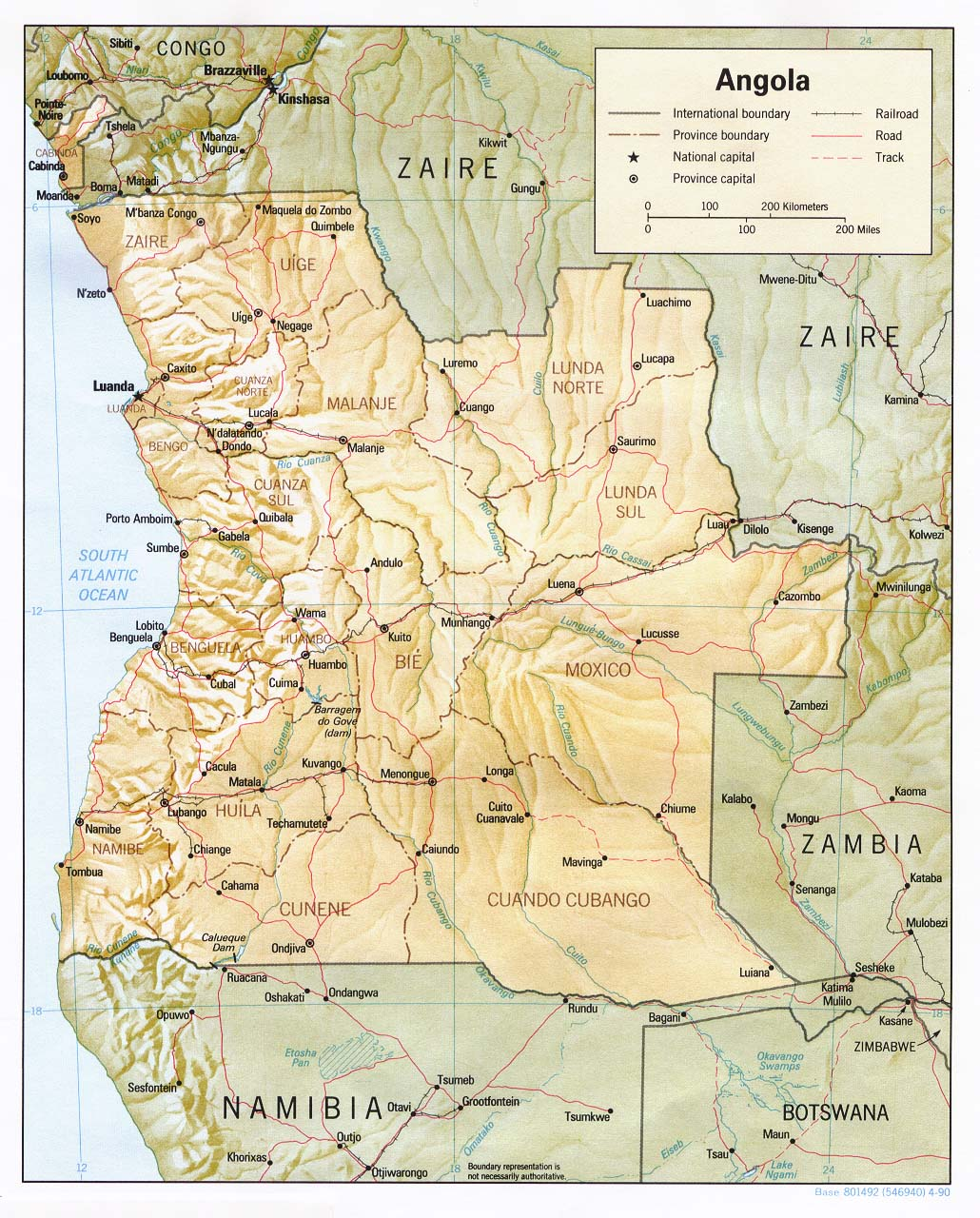
Карта країни (англ.)

На півночі воно переважно гірське, на півдні — рівнинне, біля витоку річок Кванза й Конго й на півночі пустелі Наміб — плоске й піщане.

### Узбережжя
Берегова лінія порізана слабо, гаваней мало. Берегова лінія формується сильними потоками і прибоями холодної Бенгельської течії. Також у його утворені важливу роль грає алювій річок Конго та Кванзи.

## Клімат
Територія Анголи лежить у субекваторіальному (центр і північний схід) і тропічному кліматичному поясах (південний захід і узбережжя). Влітку переважають екваторіальні повітряні маси, взимку — тропічні. Влітку вітри дмуть від, а взимку до екватора. Сезонні амплітуди температури повітря незначні, зимовий період не набагато прохолодніший за літній. Найтепліші місяці — вересень-жовтень (+21-29°С), найхолодніші — червень-липень (+15-22°С).Зволоження достатнє, але вдалині від моря чітко виражені два сезони — вологий (жовтень-травень) і сухий (червень-вересень). За рік випадає від 600 до 1500 мм опадів. На узбережжі увесь рік панують тропічні повітряні маси. Спекотна посушлива погода з великими добовими амплітудами температури. Середні температури найтеплішого місяця (березня) становлять +24-26 °C, найхолоднішого (липня) — +16-20 °C. Чітко простежуються пасатні вітри з високою відносною вологістю (часті тумани), проте опадів випадає мало, або й зовсім відсутні. Опади головним чином випадають у лютому-березні — від 50 до 500 мм за рік. У теплий сезон можуть відмічатись шторми.

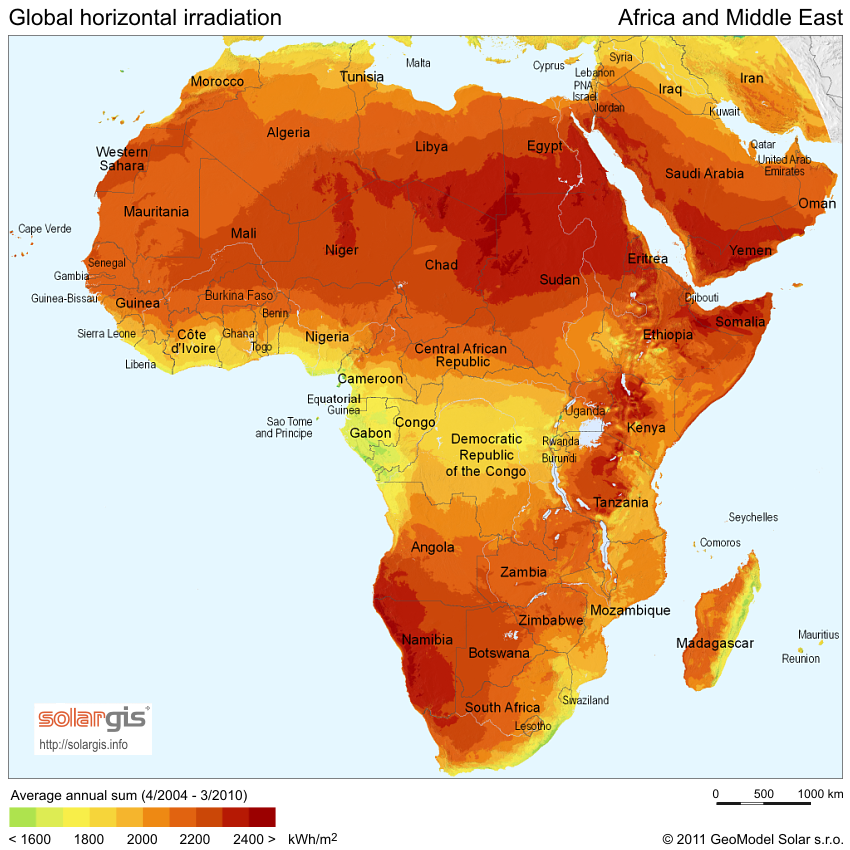
Сонячна радіація (англ.)
Кліматична карта Анголи (за Кеппеном)

| Клімат Анголи           | Клімат Анголи | Клімат Анголи | Клімат Анголи | Клімат Анголи | Клімат Анголи | Клімат Анголи | Клімат Анголи | Клімат Анголи | Клімат Анголи | Клімат Анголи | Клімат Анголи | Клімат Анголи | Клімат Анголи |
| Показник                | Січ.          | Лют.          | Бер.          | Квіт.         | Трав.         | Черв.         | Лип.          | Серп.         | Вер.          | Жовт.         | Лист.         | Груд.         | Рік           |
| Середній максимум, °C   | 27,5          | 27,7          | 27,9          | 27,6          | 27,2          | 25,7          | 25,5          | 26,9          | 28,1          | 28,2          | 27,6          | 27,2          | 27,5          |
| Середня температура, °C | 22,5          | 22,5          | 22,6          | 22,1          | 20,5          | 18,2          | 17,8          | 19,4          | 21,3          | 21,3          | 22,3          | 22,2          | 20,9          |
| Середній мінімум, °C    | 17,5          | 17,8          | 17,9          | 16,8          | 14,1          | 11,1          | 10,8          | 12,6          | 15,2          | 16,9          | 17,2          | 17,5          | 15,5          |
| Норма опадів, мм        | 128.2         | 122.8         | 158.9         | 108           | 16.2          | 0.5           | 0.2           | 4.2           | 21.3          | 72.9          | 131.9         | 137.1         | 920           |
| ----------------------- | ------------- | ------------- | ------------- | ------------- | ------------- | ------------- | ------------- | ------------- | ------------- | ------------- | ------------- | ------------- | ------------- |
| Джерело: Клімат Анголи  |               |               |               |               |               |               |               |               |               |               |               |               |               |

Ангола є членом Всесвітньої метеорологічної організації (WMO), в країні ведуться систематичні спостереження за погодою.

## Внутрішні води
Загальні запаси відновлюваних водних ресурсів (ґрунтові і поверхневі прісні води) становлять 148 км³.
Станом на 2012 рік в країні налічувалось 860 км² зрошуваних земель.

### Річки
Річки країни належать басейну Атлантичного (північ) і Індійського океанів (схід), на півдні безстічні області басейну Окаванго. Густа річкова мережа, велика частина річок багата на пороги та водоспади. Рівень води у них коливається протягом року. Великі річки: Кванза, Квіто, Кубанго і Кунене. Судноплавні Кванза і Шилванго.

## Флора
Близько 40 % території вкрито тропічними лісами (росте червоне і сандалове дерево, лімба, тола тощо) і листопадним рідколіссям. На морському узбережжі велика кількість пальм. На півночі, півдні, сході і у центральних областях — величезні савани (ростуть акації, баобаби, берлінії, брахістегії, пальми денде). На півночі провінції Кабінда — мангрові ліси. У пустелі Наміб (південь країни) зустрічається карликове дерево, вельвічія дивовижна.
Земельні ресурси Анголи (оцінка 2011 року):
- придатні для сільськогосподарського обробітку землі — 47,3 %,
  - орні землі — 3,8 %,
  - багаторічні насадження — 0,2 %,
  - землі, що постійно використовуються під пасовища — 43,3 %;
- землі, зайняті лісами і чагарниками — 46,8 %;
- інше — 5,9 %[1].

Загальна площа зрошуваних земель збільшилась з 750 км² 1998 року, до 800 км² 2003. Загальний обсяг поновлюваних водних ресурсів — 184 км³ (розрахунки 1987 року).

## Фауна
Зоогеографічно територія країни належить до Східноафриканської підобласті Ефіопської області, на півночі — Західноафриканська, на південному узбережжі — Південноафриканська підобласть. Багата фауна — бегемоти, білі й чорні носороги, бородавочники, буйволи, газелі, гепарди, гігантські чорні антилопи, гієни, жирафи, зебри, кафрські довгоноги (великі гризуни), крокодили, леопарди, леви, мавпи, панголіни (ящіроподібні ссавці), слони, трубкозуби і шакали.Різноманітна орнітофауна — дрохви, нектарниці, папуги, птахи-носороги, птахи-секретарі, ткачики, одуди та інш. Багато плазунів і комах, у тому числі муха цеце. Створено декілька національних парків. У прибережних водах багато риби, ракоподібних і молюсків, водяться чорні кити і морські черепахи.

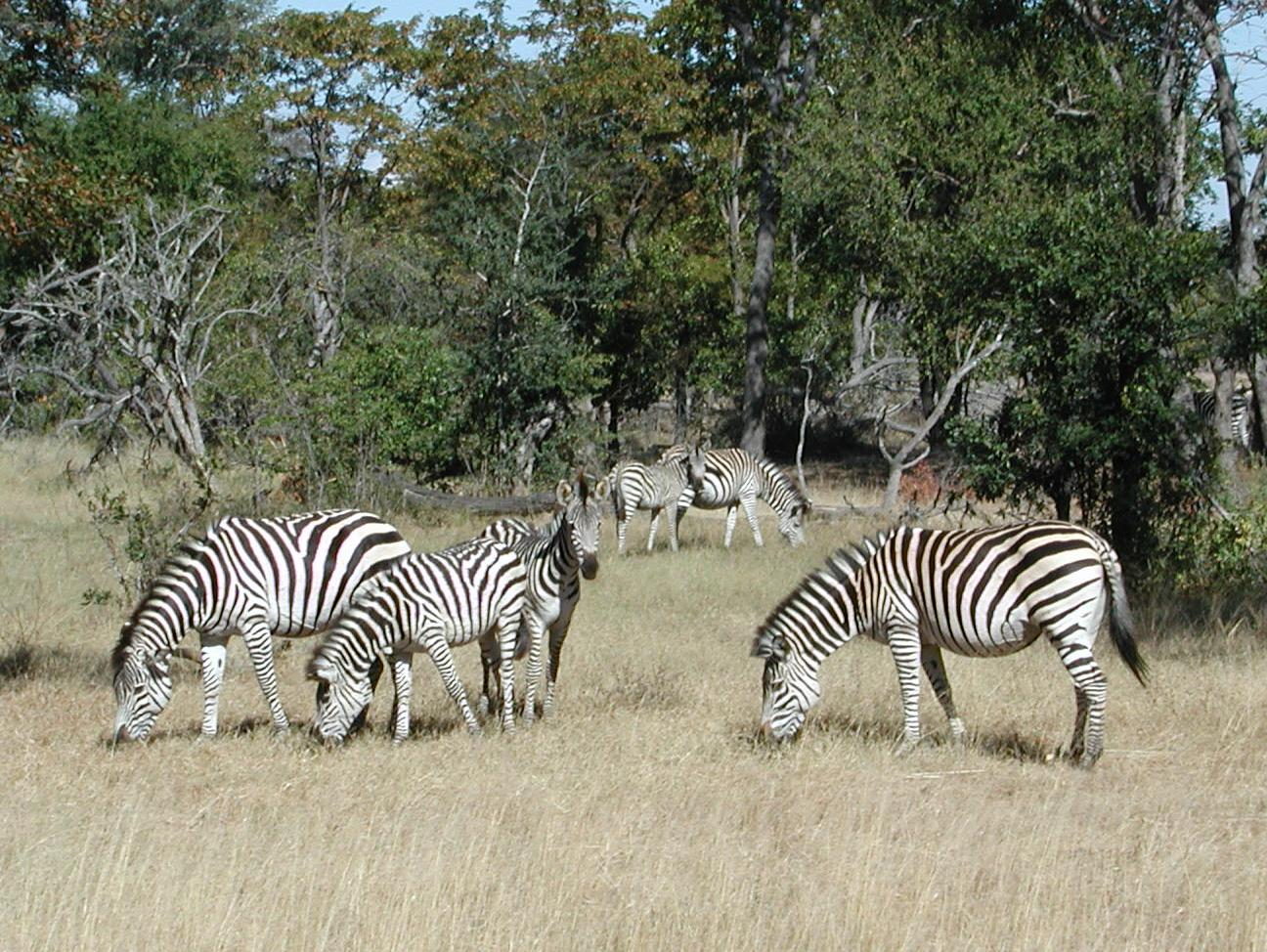
Рівнинні зебри

## Охорона природи
Ангола є учасником ряду міжнародних угод з охорони навколишнього середовища:
- Конвенції про біологічне різноманіття (CBD),
- Рамкової конвенції ООН про зміну клімату (UNFCCC),
- Кіотського протоколу до Рамкової конвенції,
- Конвенції ООН про боротьбу з опустелюванням (UNCCD),
- Конвенції з міжнародного морського права,
- Лондонської конвенції про запобігання забрудненню моря скиданням відходів,
- Монреальського протоколу з охорони озонового шару,
- Міжнародної конвенції запобігання забрудненню з суден (MARPOL)[1].

## Стихійні лиха та екологічні проблеми
На території країни спостерігаються небезпечні природні явища і стихійні лиха: містами сильні зливи призводять до періодичних повідей на плато.
Серед екологічних проблем варто відзначити:
- деградацію пасовищ як наслідок перевипасання;
- спустелювання;
- знеліснення вологих тропічних лісів заради деревини на експорт і на паливо для зростаючого місцевого населення, внаслідок чого відбувається зменшення планетарного біорізноманіття;
- ерозію ґрунтів, що призводить до забруднення вод і замулювання річищ річок, гребель;
- недостатні запаси питної води.

## Фізико-географічне районування
У фізико-географічному відношенні територію Анголи можна розділити на 3 райони, що відрізняються один від одного рельєфом, кліматом, рослинним покривом: .

### Українською
- Атлас світу / голов. ред. І. С. Руденко ; зав. ред. В. В. Радченко ; відп. ред. О. В. Вакуленко. — К. : ДНВП «Картографія», 2005. — 336 с. — ISBN 9666315467.
- Бєлозоров С. Т. Географія материків. — К. : Вища школа, 1971. — 371 с.
- Барановська О. В. Фізична географія материків і океанів : навч. посіб. для студентів ВНЗ : [у 2 ч.]. — Н. : Ніжинський державний університет ім. Миколи Гоголя, 2013. — 306 с. — ISBN 978-617-527-106-3.
- Ангола // Гірничий енциклопедичний словник : [у 3-х тт.] / за ред. В. С. Білецького. — Д. : Східний видавничий дім, 2004. — Т. 3. — 752 с. — ISBN 966-7804-78-X.
- Панасенко Б. Д. Фізична географія материків : навч. посіб. : в 2 ч. — В. : ЕкоБізнесЦентр, 1999. — 200 с.

### Англійською
- (англ.) Graham Bateman. The Encyclopedia of World Geography. — Andromeda, 2002. — 288 с. — ISBN 1871869587.

### Російською
- (рос.) Авакян А. Б., Салтанкин В. П., Шарапов В. А. Водохранилища. — М. : Мысль, 1987. — 326 с. — (Природа мира)
- (рос.) Алисов Б. П., Берлин И. А., Михель В. М. Курс климатологии [в 3-х тт.] / под. ред. Е. С. Рубинштейна. — Л. : Гидрометиздат, 1954. — Т. 3. Климаты земного шара. — 320 с.
- (рос.) Апродов В. А. Вулканы. — М. : Мысль, 1982. — 368 с. — (Природа мира)
- (рос.) Апродов В. А. Зоны землетрясений. — М. : Мысль, 2010. — 462 с. — (Природа мира) — ISBN 978-5-244-01122-7.
- (рос.) Ангола // Африка: энциклопедический справочник [в 2-х тт.] / гл. ред. А. А. Громыко. — М. : Советская энциклопедия, 1986. — Т. 1. А-К. — 671 с.
- (рос.) Бабаев А. Г., Зонн И. С., Дроздов Н. Н., Фрейкин З. Г. Пустыни. — М.  : Мысль, 1986. — 320 с. — (Природа мира)
- (рос.) Браун Л. Африка. — М. : Прогресс, 1976. — 288 с. — (Континенты, на которых мы живем)
- (рос.) Букштынов А. Д., Грошев Б. И., Крылов Г. В. Леса. — М. : Мысль, 1981. — 316 с. — (Природа мира)
- (рос.) Власова Т. В. Физическая география материков. С прилегающими частями океанов. Южная Америка, Африка, Австралия и Океания, Антарктида. — 4-е, перераб. — М. : Просвещение, 1986. — 269 с.
- (рос.) Гвоздецкий Н. А., Голубчиков Ю. Н. Горы. — М. : Мысль, 1987. — 400 с. — (Природа мира)
- (рос.) Гвоздецкий Н. А. Карст. — М. : Мысль, 1981. — 214 с. — (Природа мира)
- (рос.) Географический энциклопедический словарь: географические названия / под. ред. А. Ф. Трёшникова. — 2-е изд., доп. — М. : Советская энциклопедия, 1989. — 585 с. — ISBN 5-85270-057-6.
- (рос.) Исаченко А. Г., Шляпников А. А. Ландшафты. — М. : Мысль, 1989. — 504 с. — (Природа мира) — ISBN 5-244-00177-9.
- (рос.) Каплин П. А., Леонтьев О. К., Лукьянова С. А., Никифоров Л. Г. Берега. — М. : Мысль, 1991. — 480 с. — (Природа мира) — ISBN 5-244-00449-2.
- Костів Л. Я. Фізична географія материків і океанів. Африка : навч.-метод. посібник. — Л. : Видавничий центр ЛНУ імені Івана Франка, 2017. — 184 с. — ISBN 978-617-10-0374-3.
- (рос.) Словарь современных географических названий / под общей редакцией акад. В. М. Котлякова. — Екатеринбург : У-Фактория, 2006.
- (рос.) Литвин В. М., Лымарев В. И. Острова. — М. : Мысль, 2010. — 288 с. — (Природа мира) — ISBN 978-5-244-01129-6.
- (рос.) Лобова Е. В., Хабаров А. В. Почвы. — М. : Мысль, 1983. — 304 с. — (Природа мира)
- (рос.) Максаковский В. П. Географическая картина мира. Книга I: Общая характеристика мира. — М. : Дрофа, 2008. — 495 с. — ISBN 978-5-358-05275-8.
- (рос.) Максаковский В. П. Географическая картина мира. Книга II: Региональная характеристика мира. — М. : Дрофа, 2009. — 480 с. — ISBN 978-5-358-06280-1.
- (рос.) Поспелов Е. М. Географические названия мира: Топонимический словарь. — М. : АСТ, 2005.
- (рос.) Страны Африки. Политико-экономический справочник / ред. В. Солодовников, В. Румянцев. — М. : Издательство политической литературы, 1969. — 318 с.
- (рос.) Физико-географический атлас мира. — М. : Академия наук СССР и Главное управление геодезии и картографии ГУГК СССР, 1964. — 298 с.
- (рос.) Энциклопедия стран мира / глав. ред. Н. А. Симония. — М. : НПО «Экономика» РАН, отделение общественных наук, 2004. — 1319 с. — ISBN 5-282-02318-0.